# Uva (Udmurtia)
Uva (in russo Ува?) è un villaggio che si trova nella Repubblica Autonoma dell'Udmurtia, in Russia. È il centro amministrativo del distretto Uvinskij. 
L'insediamento è situato sull'omonimo fiume (nel bacino della Viatka) circa 90 km a ovest di Iževsk.